# محمدعلی فروغی
محمّدعلی فروغی دردشتی (۱۲۵۶ – ۵ آذر ۱۳۲۱) ملقّب به ذُکاءُالمُلک، نویسنده و سیاستمدار ایرانی بود که در دورهٔ پهلوی سه بار به‌عنوان نخست‌وزیر خدمت کرد. او در دورهٔ قاجار چند بار وزیر، دو بار نمایندهٔ مجلس شورای ملی و یک بار رئیسِ دیوان عالی تمیز شد. فروغی از فعّالان و مبارزانِ برجستهٔ جنبشِ مشروطهٔ ایران بود. او در دوران پس از جنگ جهانی اول عضو هیئت اعزامی ایران به کنفرانس صلح پاریس (۱۹۱۹) و جامعهٔ ملل بود.
فروغی در ۱۳۰۴، پس از تصویب انقراض دودمان قاجار که خود در آن نقشی تعیین‌کننده داشت، کفیل نخست‌وزیری شد. با انتقال سلطنت از قاجار به پهلوی، او که اولین نخست‌وزیر دورهٔ پهلوی بود، در نخستین گام، مراسم تاج‌گذاری رضاشاه را برگزار کرد. او از مدت‌ها پیش با مصطفی کمال آتاترک آشنا بود، و رضاشاه به‌اصرار او به ترکیه سفر کرد، که به‌دنبال آن، برخی اصلاحات انجام شد. پس از اینکه میان فروغی و رضاشاه اختلافاتی افتاد، فروغی، سیاست را رها کرد و به کارهای علمی پرداخت، هرچند همچنان تسلط بسیاری بر اوضاع داخلی ایران داشت. به‌دنبال اشغال ایران در جنگ جهانی دوم در شهریور ۱۳۲۰، رضاشاه دوباره از فروغی برای نخست‌وزیری دعوت کرد و او را به سیاست بازگرداند.
سومین دورهٔ نخست‌وزیری، با استعفای رضاشاه از سلطنت آغاز شد که استعفانامه را فروغی نوشت و به‌امضای شاه رساند. سلطنت، به‌اصرار رضاشاه و با سفارش فروغی، به محمدرضاشاه رسید. فروغی نخستین نخست‌وزیر در دورهٔ محمدرضاشاه شد. او، از یک سو پیشنهاد مأموران متفقین از جمله ریدر بولارد، وزیرمختار بریتانیا بر تغییر رژیم را رد کرده بود، زیرا از نظر او، با بحران‌های پیچیده و فراوان آن زمان، شیرازهٔ امور و تمامیت ارضی کشور با تغییر رژیم، فرومی‌پاشید. از سوی دیگر، با برکناری رضاشاه در زمان اشغال ایران از سوی متفقین و انتقال قدرت به فرزندش، ایران به حامیان متفقین پیوست و خطرات احتمالی جنگ میان ایران و متفقین، مانند تجزیهٔ ایران از سوی متفقین برطرف شد.
فروغی نقش مهمی در تأسیس دانشگاه تهران داشت و پایه‌گذار و نخستین رئیسِ فرهنگستان ایران بود. او در پایه‌گذاری انجمن آثار ملی نیز نقش داشت و به تلاش برای نهادینه کردنِ پاسداری و نگهداری از آثار تاریخی ایران می‌پرداخت. فروغی همچنین چندین اثر مهم ادبی را تصحیح کرد که مشهورترین آن‌ها، کلیات سعدی است. نخستین کتاب فارسی دربارهٔ فلسفه غرب، تحت عنوان سیر حکمت در اروپا را نیز او نوشت. افزون‌بر این‌ها، فروغی چندین اثر دربارهٔ تاریخ، به‌ویژه تاریخ ایران باستان، اقتصاد و حقوق نوشت. بعضی، مانند مهرزاد بروجردی، او را مهم‌ترین سیاستمدار ایرانی قرن بیستم گفته‌اند.

## پیشینهٔ خانوادگی
محمدعلی فروغی، ۱۲۵۶ هجری خورشیدی در تهران زاده شد. پدر و نیاکانش بازرگان بودند و ارباب خوانده می‌شدند. نیای بزرگش، میرزا ابوتراب، نمایندهٔ اصفهان در شورای کبیر مغان و «از فضلا و ادبای بنام بود و چندین تألیف داشت. ازجمله کتابی در تاریخ و جغرافیای اصفهان به نام نصف جهان.» پدربزرگش، محمدمهدی ارباب اصفهانی، از بازرگانان بنام اصفهان و به‌ویژه آگاه در تاریخ، جغرافی و هیئت بود.

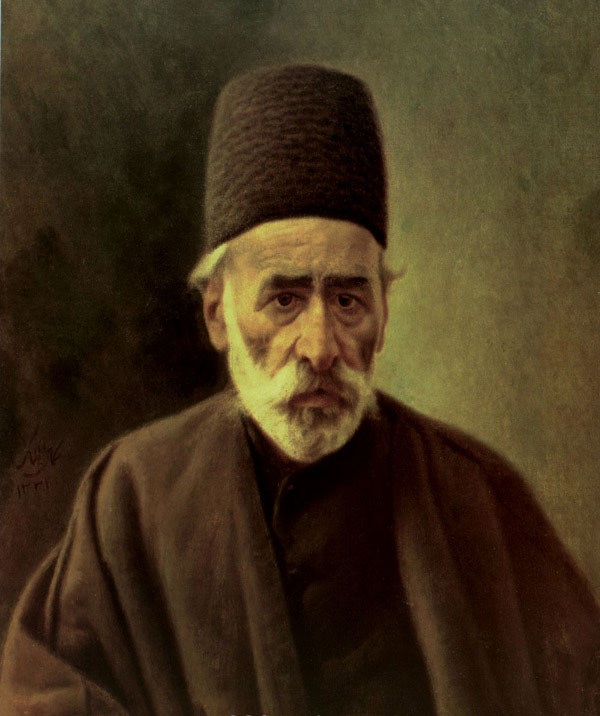
چهره ذُکاءُالمُلک اوّل، پدر محمّدعلی فروغی، اثر کمال‌الملک سال ۱۲۹۲

پدرش، محمدحسین فروغی، مدیر دارالترجمه و مترجم عربی و فرانسه در وزارت انطباعات (ادارهٔ انطباعات از زمان قاجار بر مطبوعات نظارت می‌کرد) و دارالترجمه محمدحسن خان اعتمادالسلطنه بود و بعدها رئیس دارالترجمه، رئیس وزارت انطباعات و مترجم شاه شد.
پدرش، که شاعر و نویسندهٔ زمانهٔ ناصرالدین شاه و مظفرالدین شاه بود، از سر دوستی و هم‌فکری با میرزا ملکم خان مدتی نیز تحت تعقیب بود. اما در دوران مظفرالدین شاه با انتشار روزنامهٔ تربیت امکان بیشتری برای نشر افکار و آرای تربیتی و ترویج افکار متجددانهٔ خود پیدا کرد. در نخستین روزنامهٔ غیردولتی ایران، افکار تجددخواهانه در ستایش از غرب و علم‌گرایی رخ می‌نمود.

برخی، اجداد فروغی را از یهودیان عرب بغداد خوانده‌اند که به اصفهان کوچیدند و مسلمان شدند. اما این درست نیست زیرا سلسلۀ نسب او تا نه پشت معلوم است. در زمان جنگ جهانی دوم، رادیو آلمان نازی بارها به نژاد یهودی فروغی اشاره کرده، او را فردی غیرقابل اعتماد می‌خواند. ملک الشعراء بهار از شاعران معروف آن دوران نیز در ابتدای سلطنت محمّدرضا شاه این شعر را سرود که در آن فروغی را یهودی خوانده است:
| شاها، کنم از خبث فروغی خبرت      |  | خون می‌کند این جهود ناکس جگرت  |
| خطبه شهی و عزل تو را خواهد خواند |  | زانگونه که خواند از برای پدرت |

## تحصیلات
فروغی تحصیل را از پنج‌سالگی آغاز کرد و ادبیات فارسی و عربی را نزد پدر و آموزگاری به‌نام مولانا فراگرفت. ۱۲۶۸ (خورشیدی) وارد دارالفنون شد و چون زبان‌های خارجی به‌ویژه فرانسه را خوب می‌دانست، مطالب را برای هم‌شاگردی‌ها به پارسی برمی‌گرداند.
در آغاز، در دارالفنون پزشکی و داروسازی آموخت، ولی با دیدن ضعف کادر علمی یا کمبود امکانات پزشکی و ناهم‌گونی این رشته با ذوقش به فلسفه، ادبیات و تاریخ روی آورد. فرزندش محمود فروغی با اشاره به یادداشت‌های پدرش نقل می‌کند: «دیدم که طب را به این ترتیب نمی‌شد یاد گرفت: نه سالن تشریح داریم، نه وسایل امروزی در اختیارمان هست.»
افزون بر دارالفنون، او به مدرسهٔ صدر، مدرسهٔ مروی و مدرسهٔ سپه‌سالار نیز رفت و بر دانش خود در فلسفهٔ مشا و اشراق افزود؛ هم‌زمان و با بیشتر آموختن فرانسوی و انگلیسی، با دیدگاه فیلسوفان اروپایی نیز آشنا می‌شد. فروغی زندگی‌نامه‌های فلاسفه غرب را به پارسی برگرداند و این برگردان‌ها بعدها کتاب سیر حکمت در اروپا را شکل داد. فروغی همچنین شاگرد کمال‌الملک در نقاشی بود و در برابر، به او زبان فرانسه می‌آموخت.

## مترجمی و معلمی
فروغی در ۱۳۱۲ هجری قمری (۱۲۷۳ یا ۱۲۷۴ خورشیدی)، به استخدام دولت درآمد و مترجم فرانسه و انگلیسی وزارت انطباعات شد. او افزون‌بر این دو، روسی و عربی هم می‌دانست. او «که در آغاز، مترجمی را با اشتیاق پذیرفته‌بود، پس از مدتی آن را مناسب حال‌وهوای نیافت؛ زیرا در دارالترجمه هیچ نبود که بتواند عطش او را برای فهمیدن، و به‌ویژه، فهماندن سیراب کند»
در آغاز سلطنت مظفرالدین شاه که نوگرایان به ساخت مدرسه‌های ملی روی آوردند، فروغی معلمی پیشه کرد و در مدرسهٔ ادب به مدیریت میرزا یحیی دولت‌ابادی، مدرسهٔ علمیه به مدیریت مخبرالسلطنه هدایت و دارالفنون به آموزگاری پرداخت. هم‌زمان، با نگاشتن و برگردان مقالات فلسفی و تاریخی، در انتشار هفته‌نامه و روزنامهٔ تربیت و نشر آموزه‌ها و اندیشه‌های نو به پدرش یاری می‌رساند.
هفت‌سال پیش از پیروزی جنبش مشروطه‌خواهی، یعنی ۱۳۱۷ ق، مشیرالدولهٔ پسر، مدرسهٔ سیاسی را بنا نهاد. از همان آغاز، فروغی به مترجمی و سپس معلمی در این مدرسه پرداخت و برگردان‌های او، از مهم‌ترین کتاب‌های درسی به‌شمار می‌رفت: به‌گفتهٔ نصرالله انتظام «هر چهار کتاب درسی که در آن زمان به چاپ می‌رسید، دو تای آن تألیف و ترجمهٔ محمدعلی فروغی و پدرش بود».؛ کتاب‌هایی چون اصول علم ثروت ملل یعنی اکونومی پلتیک، تاریخ ملل مشرق‌زمین و حقوق اساسی (یعنی) آداب مشروطیت دول که فروغی در حدود ۲۵ سالگی به فارسی برگرداند. او سال‌ها بعد در خطابه‌ای در دانشکدهٔ حقوق دانشگاه تهران، کتاب اصول علم ثروت ملل یعنی اکونومی پلتیک را تنها کتاب اقتصاد برگردانده به پارسی خواند و نبود کتابی دیگر در این زمینه را غم‌انگیز دانست.
بیشتر این برگردان‌ها را پدرش بازبینی و ویرایش می‌کرد. موسی غنی‌نژاد معتقد است «به‌رغم این‌که کتاب‌های مورد اشاره از منابع فرانسوی‌زبان ترجمه و اقتباس شده و همانند منابع اصلی در واقع آثار آکادمیک و درسی به‌شمار می‌روند، اما نظر به تازگی و کیفیّت علمی مطالبی که در آن‌ها آمده و اهمیّت حیاتی آن‌ها برای ایران در حال غلیان و تحوّل آن دوران، انتشار آن‌ها را می‌توان نقطهٔ عطفی در طرح اندیشه‌های مدرن سیاسی، اقتصادی در کشورمان به حساب آورد.»
در برگردان کتاب اصول علم ثروت ملل یعنی اکونومی پلتیک از فرانسوی، برای بسیاری از واژگان پایه‌ای علم اقتصاد، برابرهایی به پارسی ساخت و برای نخستین بار در ایران، علم اقتصاد را روش‌مند و علمی مطرح کرد. در کتاب آداب مشروطیت دول که کمی پس از صدور فرمان مشروطیت به چاپ رسید، برای نخستین بار، مفاهیم کلی حقوق اساسی روش‌مند و سامان‌مند مطرح می‌شوند. یکی از برجستگی‌های این کتاب، واژه‌سازی و معادل‌یابی در علم حقوق است و در واقع، بسیاری از واژگان جاافتادهٔ حقوق، نخستین‌بار در این کتاب به‌کار برده می‌شوند. جواد طباطبایی، این رسالهٔ فروغی را از نظر فهم مطلب، توضیح اصطلاحات، زبان فارسی شیوا و سرهٔ آن در نوع خود اثری ممتاز می‌داند.
محمّدعلی فروغی پس از درگذشت پدرش (۱۳۲۵ ق/ ۱۲۸۶ ش) در ۳۰ سالگی به ریاست مدرسهٔ سیاسی برگزیده‌شد که رجال و دیپلمات‌های زیادی تربیت کرد و بعدها با تأسیس دانشگاه تهران، دانشکدهٔ حقوق دانشگاه تهران شد. او همچنین معلم خصوصی احمدشاه بود.

## فراماسونری
بر پایهٔ کتاب فراموش‌خانه و فراماسونری در ایران نوشته‌ی اسماعیل رائین، پدر فروغی اثرپذیرفته از میرزا ملکم خان و از پیش‌کسوتان ترویج فرهنگ غرب و فراماسونری در ایران بود و فروغی هم فراماسون شد. ‌آن‌طور که رائین گفته، فروغی در ۳۰ سالگی خود در سال ۱۲۸۶ شمسی، از بنیان‌گذاران لژ بیداری ایران بود و به استادیِ اعظم باعنوان خاص چراغ‌دار رسید.
نویسندهٔ تاریخ بیست‌سالهٔ ایران در معرفی فروغی می‌نویسد: «یکی از مهره‌های شطرنج سیاسی ایران در دوران مشروطیت و انقراض سلسلهٔ قاجار و روی‌ کار آوردن رضاخان پهلوی، میرزا محمدعلی خان فروغی (ذُکاءُالمُلک) بود. او یکی از فراماسون‌های باهوش و تحصیل‌کرده و دانشمند و دارای تألیفات در ادبیات و حکمت و فلسفه است و از جمله سیاستمداران و افرادی است که همواره طرفدار سیاست انگلستان در ایران و مورد حمایت و اعتماد آنها بوده است. به همین جهت هم مقامات و مشاغل مهمّی را شاغل گردیده است.».

## ورود به سیاست
ازآنجاکه شناخت نظری فروغی از نظام پارلمانی اروپا، در سامان‌دادن مجلس نوپای مشروطه سخت به‌کار می‌آمد، به پیشنهاد صنیع‌الدوله هدایت رئیس مجلس اول، سرپرستی دبیرخانهٔ مجلس شورای ملی به او واگذار شد. پس از درگذشت پدر (۱۲۸۶ خورشیدی)، فروغی در ۳۲ سالگی از کار در مجلس کناره گرفت.

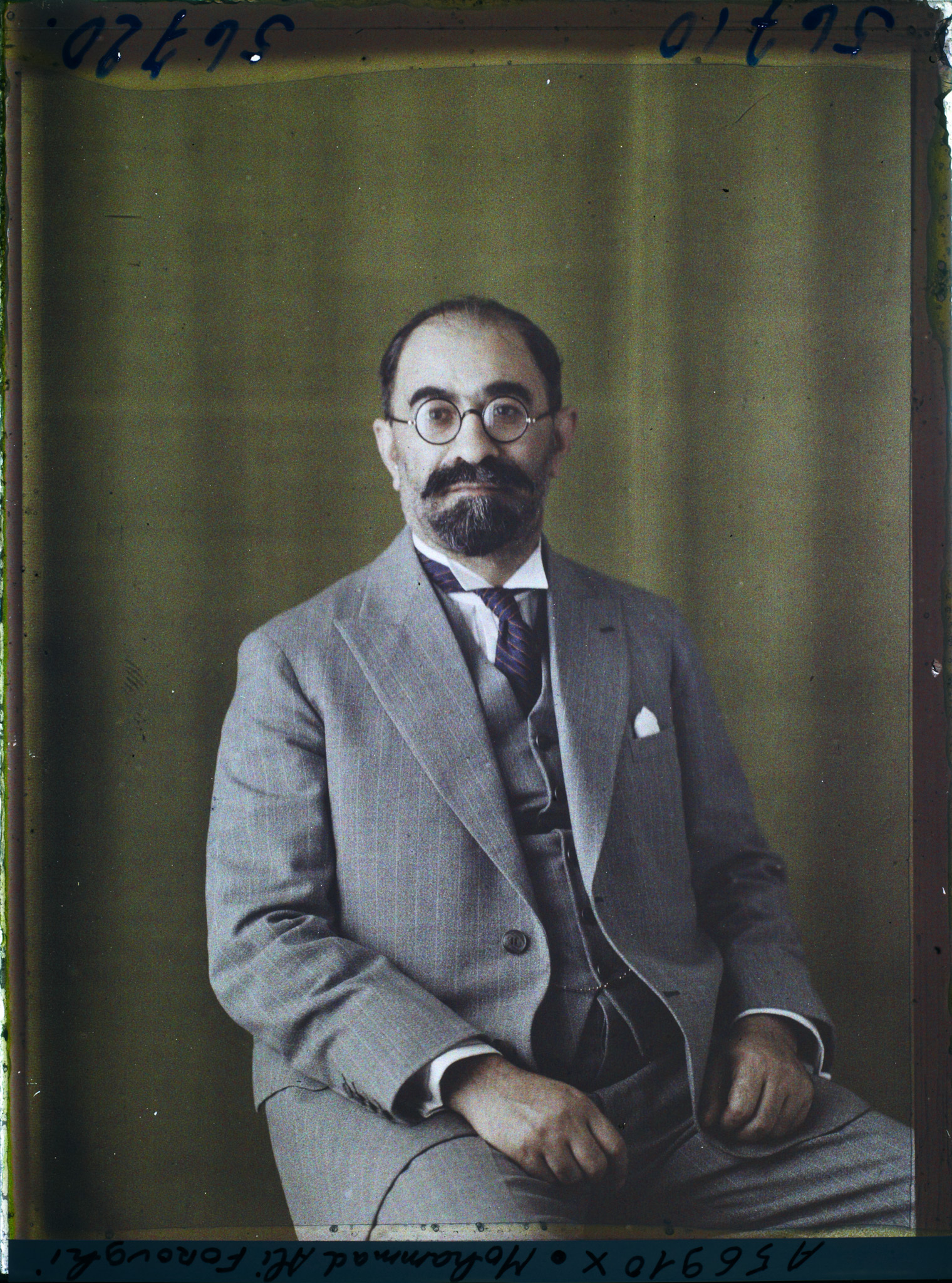
تصویری از محمدعلی فروغی

پس از خلع محمدعلی شاه و در انتخابات دورهٔ دوم مجلس شورای ملی، فروغی که حالا ذَکاءُالمُلک شده‌بود، به نمایندگی مردم تهران برگزیده‌شد. در آغاز، منشی عضو هیئت رئیسه و رئیس کمیسیون معارف و اوقاف و صنایع مستظرفه شد و پس از استعفای مستشارالدوله صادق در شانزدهم تیر ۱۲۸۹ خورشیدی، در ۳۵ سالگی، به ریاست مجلس شورای ملی رسید، اما ریاستش کمتر از هفت ماه بود. در نشست مجلس، ششم بهمن همان سال، میرزا اسدالله‌خان، نمایندهٔ کردستان، او را متهم کرد که رعایت بی‌طرفی نمی‌کند و از اداره مجلس برنمی‌آید. ذَکاءالملک پس از پاسخ‌گویی به اسدالله‌خان، قهر و جلسه را ترک کرد، و نمایندگان هم به‌جز ده پانزده نفر او را همراهی کردند. شیخ اسماعیل هشترودی اعلام کرد که در اعتراض به سخنان میرزا اسدالله‌خان، او و دیگر نمایندگان آذربایجان استعفا می‌دهند. پس از نزدیک به یک ساعت، نمایندگان برگشتند و جلسه با سخنان میانجی‌گرانه سیدحسن مدرس و سخنرانی ذَکاءالملک از سرگرفته شد. در پایان جلسه، ۳۷ تن از نمایندگان با امضای نامه‌ای، نسبت به سخنان میرزا اسدالله کردستانی علیه ذَکاءالملک ابراز تنفر کردند. بااین‌حال، او و سیدنصرالله اخوی نایب‌رئیس مجلس، استعفا دادند. هر دوی آن‌ها در واپسین روزهای این دوره از مجلس، دوم آذر ۱۲۹۰، به‌ترتیب، نایب‌رئیس اول و دوم شدند.

## وزارت
پنج روز بعد، وزارت مالیه کابینه دوم صمصام‌السلطنه به فروغی واگذار شد. ۲۰ آذر ۱۲۹۰، صمصام‌السلطنه کابینه‌اش را ترمیم کرد و این بار وزارت عدلیه را به ذکاءالملک سپرد. او قانون اصول محاکمات حقوقی را که میرزا حسن‌خان مشیرالدوله تهیه کرده‌بود، به اجرا درآورد و بدین‌سان قدمی بزرگ در راه استواری عدلیه جدید برداشت. فروغی دربارهٔ آن می‌گوید:
«خلاصه با مرارت و خون دل فوق‌العاده و با رعایت بسیار که نسبت به نظرهای آقایان علما به عمل آمد مبادا حکومت شرعیه از میان برود، اول قانونی که از کمیسیون گذشت قانون تشکیلات عدلیه بود که برطبق آن عدلیه ایران دارای محاکم صلح و محاکم استیناف و دیوان تمیز و متفرعات آن‌ها گردید و دوم قانونی که گذشت قانون اصول محاکمات حقوقی بود که تهیه آن را مرحوم مشیرالدوله دیده و زحمت گذراندنش را از کمیسیون کشیده بود، اما هنوز رسمیّت نیافته بود تا اول سال ۱۳۳۰ قمری یعنی ۲۵ سال پیش نوبت اولی که من وزیر عدلیه شدم آن قانون را به رسمیت رسانیدم و حکم به اجرای آن دادم.»
۲۵ مرداد ۱۲۹۳، در کابینه مستوفی‌الممالک، سرپرستی وزارت عدلیه به فروغی واگذار شد. با آغاز کار دوره سوم مجلس شورای ملی، ۱۳ آذر ۱۲۹۳، ذکاءالملک نماینده مردم تهران شد و از دولت خارج شد. در پی استعفای سید نصرالله سادات اخوی از نایب‌رئیسی مجلس، دهم ربیع‌الثانی ۱۳۳۳ (اسفند ۱۲۹۳)، فروغی به‌جای او برگزیده شد، اما با پذیرفتن وزارت عدلیه کابینه مشیرالدوله، ۲۳ اسفند ۱۲۹۳، از نمایندگی مجلس کنار کشید. دولت مشیرالدوله بیش از چهل روز نپایید.

## قضاوت و تدوین قوانین
پس از سقوط کابینه مشیرالدوله، ذکاءالملک به ریاست دیوان عالی تمیز رسید و با همکاری مشیرالدوله و سید نصرالله تقوی و دو سه نفر دیگر کمسیونی تشکیل دادند و به تهیه و تنظیم قانون اصول محاکمات جزایی پرداختند. خودش در این باره می‌گوید:
«و این کار در موقعی بود که مجلس شورای ملی تعطیل بود، و آن تعطیل قریب سه سال طول کشید و مجدداً منعقد نشد مگر بعد از شروع جنگ بین‌الملل. مع‌هذا وقتی که ما قانون اصول محاکمات جزایی را تمام کردیم آن را هم به عنوان قانون موقتی به جریان انداختیم. اما تصور نکنید این کارها به آسانی انجام گرفت… لطائف الحیل به کار بردیم، با مشکلات و دسیسه‌ها تصادف کردیم… من‌جمله این که مقدسین، یعنی مزدورهای (آنان)، چماق شریعت را نسبت به قوانین بلند کردند و در ابطال و مخالفت آن‌ها با شرع شریف حرف‌ها زدند و رساله‌ها نوشتند که از جمله به‌خاطر دارم که یکی از آن رساله‌ها اوّل اعتراض و دلیلش بر کفری بودن آن قوانین این بود که در موقع چاپ کردن آن‌ها فراموش شده بود که ابتدا به بسم‌الله‌الرحمن‌الرحیم بشود… قانون تشکیلات و قانون اصول محاکمات حقوقی و محاکمات جزائی چنان‌که می‌دانید مربوط به اساس محاکم عدلیه و عملیات آن‌هاست و فقط محاکمه را تنظیم می‌کند و حقوق اصلی مردم را بر یکدیگر و اموری که بر زندگانی اجتماعی حاکم است مشخص نمی‌نماید، و این اصول به قوانین مدنی و جزایی استقرار می‌یابد و قوانین تجارت نیز متمم آن می‌باشد، و لیکن تهیه این قسمت و پیش بردن آن از آن قسمت اول هم مشکل‌تر بود زیرا که در آن قسمت در مقابل معارض‌ها و معترض‌ها می‌گفتیم این قانون نیست مقرراتی است که عملیات محاکم عدلیه را تحت نظم و قاعده درمی‌آورد، ولی اگر می‌خواستیم نغمه قانون مجازات و قانون مدنی را بلند کنیم هنگامه برپا می‌شد که در مقابل قانون شرع قانون وضع می‌کنند هر چند در جواب این اعتراضات حرف حسابی داشتیم و می‌گفتیم در امور جزایی سال‌ها بلکه قرن‌هاست که قانون شرع درجریان نیست، و اگر قانون مجازاتی برای امروز تنظیم نکنیم معنی آن این است که مجرمین و جنایت کاران نمی‌یابد مجازات شوند، یا باید درعملیات قدیم یعنی گوش و دماغ بریدن و مهار کردن و آدم گچ گرفتن و امثال آن‌ها مداومت شود؛ و اما در امور حقوقی مخالفتی با قانون شرع نیست فقط لازم است که آن قانون ماده‌بندی شود و به صورت قوانین امروزی تنظیم و تدوین گردد و به فارسی درآید تا مردم تکلیف خود را بدانند و بفهمند و قانون مجری شود. اما این حرف‌ها در مقابل مردم مغرض و بی‌انصاف مؤثر نبود و ما را از مخمصه محفوظ نمی‌داشت. این بود که این قسمت را محرمانه شروع کردیم و به اتفاق آقای تقوی و آقای فاطمی مشغول شدیم، در حالی که اطمینان نداشتیم که زحمتی که می‌کشیم هیچ وقت به ثمر برسد و به موقع عمل بیاید. خداوند یاری کرد تا مقداری از این کار صورت گرفت و ورق به کلی برگشت، هم اساس عدلیه از نو ریخته شد و هم قوانین تکمیل و تجدید شد، و آنچه ما پنهانی و با هزار احتیاط می‌خواستیم درست کنیم علنی و آشکارا صورت گرفت و قوانینی تنظیم شد که امروز در دست دارید.»

## دیپلماسی

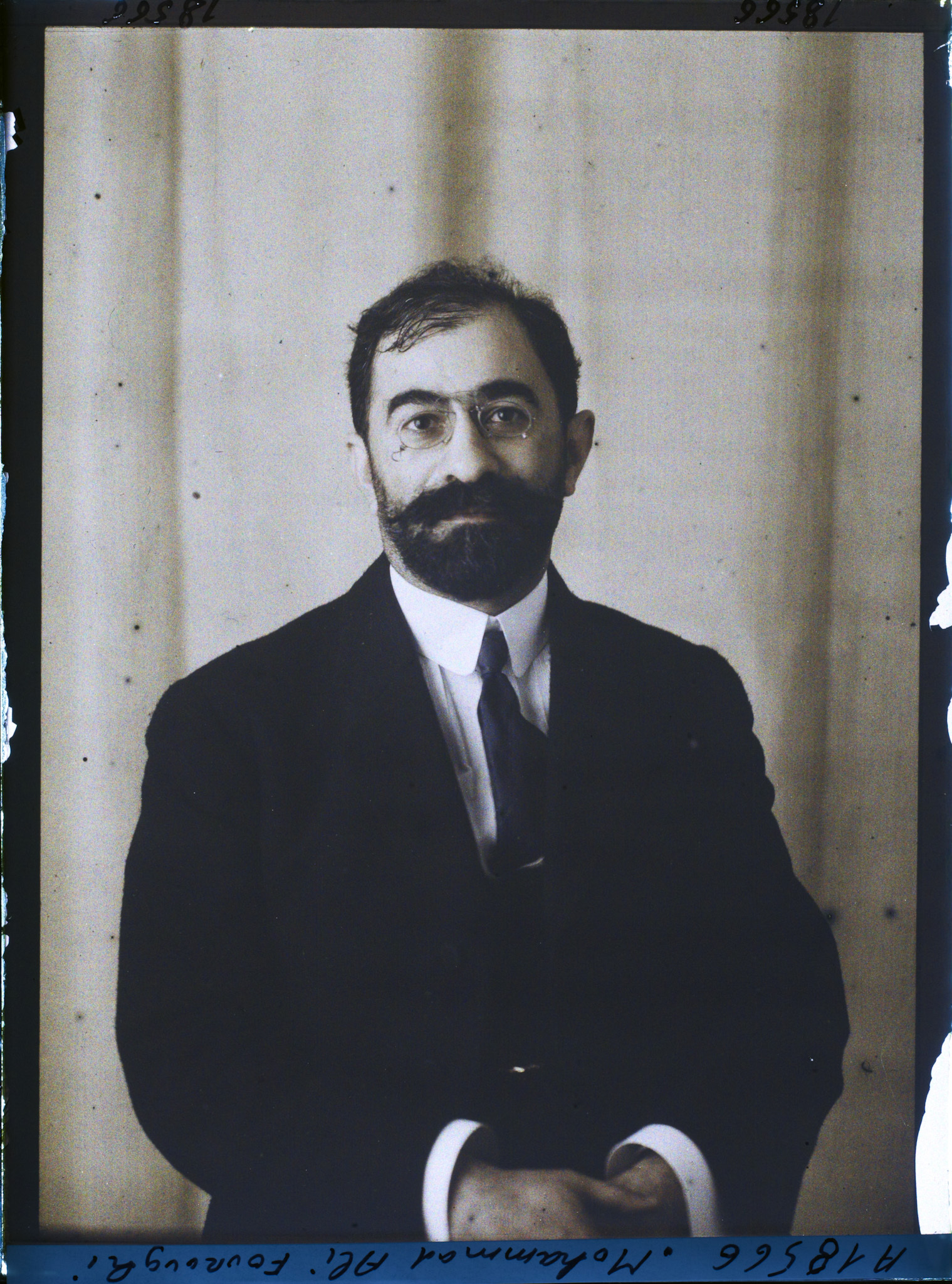
محمدعلی فروغی در تاریخ ۱۸ مرداد ۱۲۹۸، معادل ۱۰ اوت ۱۹۱۹ در پاریس. عکاس: جورج شِوالیه (Georges Chevalier)

ذَکاءالملک، ۱۲۹۸ (خورشیدی)، به‌عنوان عضوی از هیئت نمایندگی ایران به کنفرانس صلح پاریس (۱۹۱۹) رفت. در این کنفرانس که بعد از جنگ جهانی اول از ۱۸ ژانویهٔ ۱۹۱۹ تا ۲۱ ژانویهٔ ۱۹۲۰ برگزار شد، متفقین پیروز شده در جنگ، شروطی را برای تحمیل صلح بر قدرت‌های مرکزی شکست‌خورده تعیین کردند. در این کنفرانس، محمدعلی فروغی تلاش کرد دعاوی مالی و سیاسی ایران را مطرح کند. او و دیگر همکارانش در آن کنفرانس نتایج مثبتی نگرفتند و خسارات سنگین ایران در جنگ جهانی اول جبران نشد.این گروه در نظر داشت دعاوی مالی و سیاسی ایران را در نشستی که ویژهٔ کشورهای درگیر جنگ بود مطرح کند.
بیانیه دعاوی ایران در سه بخش بود:
1. الغای عهدنامهٔ ۱۹۰۷ روسیه و انگلستان و الغای کاپیتولاسیون قضائی؛
2. جبران خساراتی که ایران از جنگ متحمل شده و آزادی عمل در مسایل اقتصادی و رهایی از قیود عهدنامه‌های اقتصادی که به ایران تحمیل شده است؛
3. استرداد سرزمین‌هایی که دولت‌های روسیه و انگلستان از ایران منتزع کرده و الحاق مجدد آن‌ها به ایران.

نمایندگان دولت انگلستان، به بهانهٔ آن که ایران مستقیم در جنگ درگیر نبوده در هر سه باری که مسئلهٔ مشارکت ایران در کنفرانس به بحث گذاشته شد، با وجود موافقت نسبی دولت آمریکا، مخالفت کردند و ناگزیر کنفرانس صلح هیچ‌گونه تصمیمی برای شرکت ایران در کنفرانس نگرفت.
در این میان، کارشکنی وثوق‌الدوله هم بی‌تأثیر نبود که مشاورالممالک را هنگامی از کار برکنار کرد که در مقام وزیر امور خارجه و رئیس هیئت نمایندگی در پاریس با جدّیت فراوان سعی داشت تا با حمایت آمریکا و فرانسه ایران را در زمرهٔ یکی از ملل آزاد و بی‌طرفی قلمداد کند که مورد تجاوز قشون دولت‌های متخاصم قرار گرفته و به استیفای حقوق ایران بپردازد. به جای او، وزارت خارجه را به نصرت‌الدوله فیروز سپرد و فراموش نکنیم که انگلستان در آن زمان به‌طور نهانی پی‌گیر مذاکرات قرارداد ۱۹۱۹ بود. قرار داد ۱۹۱۹، حدود ۶ ماه پس از شروع کنفرانس ۱ ساله‌ی صلح پاریس منعقد شد.

در بخشی از نامه‌ای که ذَکاءالملک از پاریس به هنگام برگزاری کنفرانس صلح در سال ۱۹۱۹ (۱۲۹۸) نوشته است، پس از آن‌که به سختی گله می‌کند که چرا ایران باید در مقابل انگلیسی‌ها «مُرده در دستان مُرده‌شور» باشد، افسوس خود را از این فقدان هویت جدید این گونه نشان می‌دهد:

«ملّت ایران باید صدا داشته باشد، افکار داشته باشد، ایران باید ملت داشته باشد… ایران ملت ندارد. افکار عامه ندارد. اگر افکار عامه داشت به این روز نمی‌افتاد و همه مقاصد حاصل می‌شد. اصلاح حال ایران و وجود ایران متعلق به افکار عامه است و اگر بگویید تعلیق بر محال می‌کنی عرض می‌کنم خیلی متاسفم اما در حقیقت نمی‌توانم صرف نظر کنم».

ذکاءالملک دو سال در اروپا ماند و در این مدت تلاش‌ها و کارهای فرهنگی بسیاری در فرانسه و آلمان سامان داد که از جمله آن‌ها چندین سخنرانی دربارهٔ تاریخ و ادبیات ایران در محافل فرهنگی فرانسه و آلمان بود. او یک هفته پیش از کودتای سیدضیاء-رضاخان در ۳ اسفند ۱۲۹۹ به ایران بازگشت و دو سال بعد در اسفند ۱۳۰۱ در کابینه مستوفی‌الممالک وزیرخارجه شد.
این نخستین تجربه ذَکاءالملک در وزارت امور خارجه بود. با استعفای مستوفی‌الممالک در کابینه جدید مشیرالدوله (۲۶ خرداد ۱۳۰۲) وزارت مالیه به او واگذار شد تا اینکه رضاخان سردار سپه رئیس‌الوزراء شد و دوباره وزارت امور خارجه را به ذَکاءالملک سپرد. در این دوره او نخستین معاهده تجاری میان ایران و شوروی را به مجلس داد که یک سال پیشتر، تأخیر در تدوین آن، از عواملی شد که سید حسن مدرس او و دولت مستوفی‌الممالک را به استیضاح کشید و باعث سقوط آن شد. اما پیش از آنکه این عهدنامه به تصویب مجلس برسد، سردارسپه در دهم شهریور، ذکاءالملک را به عنوان وزیر مالیه به مجلس معرفی کرد. در آن دوران، ریاست کل مالیه کشور در دست آرتور میلسپو مستشار آمریکایی بود که در طول وزارت ذکاءالملک طرحهایی از طریق او برای افزایش مالیات و درآمد دولت به مجلس داد. مانند قانون ممیزی که مالیاتی را که قبلاً تنها از بهرهٔ مالکانه زمین‌داران گرفته می‌شد، بر کلّ درآمد این املاک برقرار کرد و همچنین قانون مالیات تصاعدی.

## اولین نخست‌وزیر رضا شاه

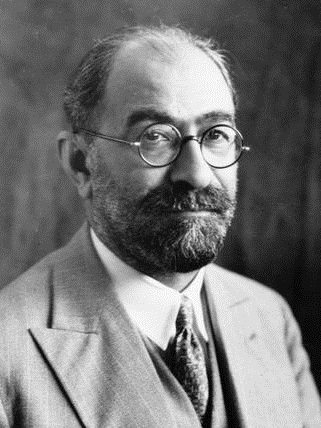
نگاره‌ای دیگر از محمدعلی فروغی

پس از تصویب خلع قاجار از سلطنت در نهم آبان ۱۳۰۴ رضاخان که حکومت موقت به او واگذار شده بود، سرپرستی دولت را به فروغی سپرد. تدارک تشکیل مجلس مؤسسان که با اصلاح چند اصل متمم قانون اساسی سلطنت را به خاندان پهلوی واگذار کرد، از اقدامات فروغی در این دوره است. فروغی سپس اولین نخست‌وزیر دوران پهلوی شد و در ۲۹ آذر ۱۳۰۴ دولتش را به مجلس معرفی کرد.
در تاج‌گذاری رضاشاه که در چهارم اردیبهشت ۱۳۰۵ انجام شد، «میزان احترام و ارادت رضاشاه به شرکت‌کنندگان در جایگاه آنان در مراسم مشهود بود. تیمورتاش و فروغی در یک کالسکه سوار بودند. رضاشاه پیش از تاج‌گذاری [نشان درجه اول تاج، یعنی] بزرگ‌ترین نشان افتخار کشور [را] به این دو داده بود».

فروغی در مراسم تاج‌گذاری خطابه‌ای در ستایش ایران باستان و تاریخ شاهنشاهی ایران ایراد کرد. برخی از فرازهای این خطابه، غیرمستقیم روش درست پادشاهی مشروطه را به رضاشاه و مردم ایران یادآور می‌شد:

«ملّت ایران باید بداند و البتّه خواهد دانست که امروز تقرّب به حضرت سلطنت به وسیلهٔ تأیید هوای نفسانی و استرضای جنبهٔ ضعف بشری و تشبثات گوناگون و توسّل به مقامات غیر مقتضیه میسّر نخواهد شد، بلکه یگانه راه نیل به آن مقصد عالی احراز مقامات رفیعه هنر و کمال و ابراز لیاقت و کفایت و حسن نیت و درایت در خدمت‌گزاری این آب و خاک است…».

رضاشاه در ۲۸ آذر ۱۳۰۴ فروغی را به نخست‌وزیری برگزید و حدود دو ماه پس از تاج‌گذاری از طریق تیمورتاش به فروغی ابلاغ کرد که خواهان استعفای اوست. سرانجام کابینه فروغی در ۱۵ خرداد ۱۳۰۵ به کار خود پایان داد. محسن فروغی پسر محمدعلی فروغی می‌گوید: «استعفای پدرم از نخست‌وزیری علل و جهات مختلفی داشت. دخالت‌های تیمورتاش -وزیر دربار- و عدم سازش با اقلیت مجلس را باید از جمله عوامل اصلی به حساب آورد. میرزا حسن‌خان مستوفی‌الممالک، که در دوران مشروطیت پنج بار رئیس‌الوزرا شده بود، جانشین پدرم شد تا شاید شخصیت و سوابق وی مانع اعمال نفوذ در دولت گردد.» خود تیمورتاش نیز چند سال بعد به دستور رضا شاه و به دست پزشک احمدی کشته شد. 
رضاشاه فروغی را برای وزارت جنگ در کابینه مستوفی‌الممالک برگزید. پس از گشایش مجلس (دوره ششم) که دولت برای کسب رأی اعتماد به نمایندگان معرفی شد.  محمد مصدق به مخالفت با فروغی برخاست. به گفته مصدق، فروغی در زمانی که وزیر امورخارجه بوده، نامه‌ای به سفارت شوروی نوشته و موافقت کرده بوده که به دعاوی مربوط به شهروندان دولت شوروی، به جای محاکم عدلیه در اداره محاکمات وزارت خارجه رسیدگی شود و این یعنی برقراری دوباره کاپیتولاسیون. مصدق همچنین گفت که فروغی در زمان نخست‌وزیری‌اش، بدون اطلاع دیگر وزیران، در نامه‌ای به سفارت انگلیس، حدود ده میلیون تومان دعاوی دولت انگلیس را نسبت به ایران تأیید کرده بوده است. مصدق در انتقاد از فروغی گفت که او به دلیل همین باج دادنها به دولتهای خارجی، هیچگاه «ضرری ندیده و همیشه در کار بوده و بلکه گاهی هم مثل امروز غیر از وزارت یکی دو کار دیگر هم، ریاست دیوان تمییز و ریاست مدرسه حقوق را ذخیره نموده که اگر از مقام وزارت کناره‌جویی کرد، مملکت از آثار وجودی ایشان مستفیض شود».
فروغی وزیر جنگ سراسر دوره نخست‌وزیری مستوفی‌الممالک بود، اما عملاً این وزارتخانه را رضاشاه اداره می‌کرد و فروغی عموماً در مأموریت به سر می‌برد. محسن فروغی می‌گوید:

«روزی که پدرم دربارهٔ استعفاء و کناره‌گیری از ریاست دولت با شاه به مذاکره پرداخت، تقاضایش این بود که به وی اجازه داده شود به اتفاق فرزندان خود به اروپا برود و چند ماهی وضع تحصیلی ما را سرپرستی کند؛ ولی رضاشاه با کناره‌گیری مطلق او موافقت نکرد و پدرم معاذیری از قبیل خستگی و بیماری آورده بود، و سرانجام رضاشاه به او گفته بود کاری به تو محول خواهم کرد که حقوق و مزایا و امتیازات مال تو باشد ولی زحمت آن مال من. سیمای نجیب ایشان [فروغی] که مشحون از حجب و حیا بود گلگون می‌گردد و لحظه‌ای بعد رضاشاه می‌گوید: آقای ذکاءالملک، سمت شما در کابینه جدید، وزارت جنگ است. حقوق و مزایا مال شما، اداره کردن وزارتخانه با من.»

## سفارت در ترکیه
پس از استعفای مستوفی‌الممالک در نهم خرداد ۱۳۰۶ فروغی از وزارت جنگ استعفا داد و در پانزدهم تیر برای حل اختلافات مرزی ایران و ترکیه، به سمت سفیر کبیر ایران به آن کشور فرستاده شد. وی توانست دوستی دو کشور را تقویت کند به گونه‌ای که آتاتورک، شاه ایران را به ترکیه دعوت کرد. حبیب یغمایی معتقد است که «فروغی از دوستان و محرمان آتاتورک بود».
فروغی در زمان سفارتش در آنکارا ریاست هیئت نمایندگی ایران در جامعه ملل را هم عهده‌دار بود و به عنوان نمایندهٔ ایران به ژنو رفت و در هجدهم تیر ۱۳۰۷ در کنفرانس خلع سلاح شرکت کرد. در جریان دهمین اجلاس مجمع عمومی جامعه ملل نیز ریاست جامعه ملل به او داده شد. محسن فروغی، از پدرش محمدعلی فروغی نقل می‌کند که: «وقتی من نماینده اول ایران در جامعه ملل شدم و به کشور سوئیس رفتم، آتاتورک به کلیه سفرا و وزرای مختار مقیم آنکارا گفته بود «بزرگ‌ترین شخصیتی که در این مجمع عضویت دارد، فروغی سفیر ایران است. من تاکنون مردی به این جامعی و وطن‌پرستی و مطلعی ندیدم. کاش مملکت من هم یک فروغی داشت». شاید همین اظهارنظر آتاتورک باعث شد من در جامعه ملل به ریاست انتخاب شوم.»
فروغی در فروردین ۱۳۰۹ به ایران بازگشت تا وزارتخانه تازه تأسیس اقتصاد ملّی را عهده‌دار شود. این وزارتخانه با تفکیک وزارت فوائد عامه به دو وزارتخانه طرق و شوارع و اقتصاد ملی ایجاد شد. او در شانزدهم فروردین ۱۳۰۹ به‌عنوان نخستین وزیر این وزارتخانه به مجلس معرفی شد. وزارت طرق و شوارع را نیز به عهده سید حسن تقی‌زاده) گذاشتند. چند هفته بعد، در ۲۳ اردیبهشت ۱۳۰۹ فروغی وزیر امورخارجه شد و سرپرستی وزارت اقتصاد ملی نیز همزمان بر عهده او ماند تا اینکه سرپرستی این وزارتخانه در آذر آن سال به مدبرالدوله سمیعی داده شد.
فروغی در دوران سرپرستی وزارت اقتصادملی، سنگ بنای تشکیل بانک فلاحتی را گذاشت که تأسیس آن از زمان مشروطیت، از خواسته‌های اصلی بود. فروغی همچنین اتاق تجارت (بازرگانی) را زیر پوشش دولت برد و امکان تشکیل اتاقهای تجارت در سراسر کشور را فراهم آورد. اقدام مهم دیگر او، به تصویب رساندن قانون «حفظ آثار عتیقه» بود که کلیه بناها و آثار هنری پیش از قاجار را اثر ملی اعلام و ثبت آنها را اجباری می‌کرد. فروغی رئیس انجمن آثار ملی بود که با تلاش دانشمندان و رجال آن زمان، برای نگهداری از آثار باستانی در آذر ۱۳۰۴ تأسیس شده بود. این انجمن «نخستین قدم را برای ساختن آرامگاه فردوسی در توس برداشت».
در دوران وزارت خارجه فروغی، توفیق رشدی بیگ وزیرخارجه ترکیه در زمستان ۱۳۱۰ به تهران رفت و معاهدهٔ مبادلهٔ اراضی برای حل اختلافات مرزی و معاهدهٔ حکمیّت میان آن دو در سوم بهمن ۱۳۱۰ امضا شد. سال بعد در آبان ۱۳۱۱ فروغی سفر رسمی به ترکیه کرد.

## دومین نخست‌وزیری

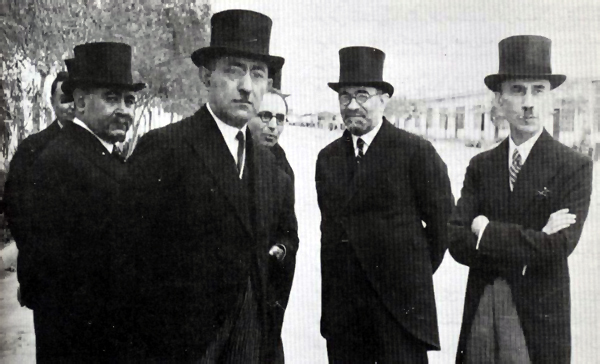
از راست: علی منصور، محمدعلی فروغی، مصطفی‌قلی بیات، علی‌اکبر داور و محمود جم

در ۲۹ شهریور ۱۳۱۲، به فرمان رضاشاه، مخبرالسلطنه هدایت مجبور به استعفا از نخست‌وزیری شد و فروغی با حفظ سمت در وزارت امورخارجه، مأمور به تشکیل کابینه جدید شد. «فروغی در دوران دوم نخست‌وزیری خود دست به یک سلسله فعالیت‌های فرهنگی زد. تأسیس دانشگاه تهران، تأسیس فرهنگستان ایران، برگزاری جشن هزاره فردوسی با شرکت ده‌ها تن از مستشرقان و ایران‌شناسان در مشهد، تشکیل انجمن آثار ملی برای احیاء فرهنگ ملی ایران به همت او جامه عمل پوشید. تجدید ساختمان آرامگاه حافظ و تعمیر بنای سعدی از دیگر اقدامات فرهنگی او است. ریاست فرهنگستان و انجمن آثار ملی در دوران نخست‌وزیری اش با [خود] او بود»
در دومین دوره رئیس‌الوزرایی فروغی که تا آذر ۱۳۱۴ ادامه داشت، تیمورتاش وزیر دربار رضاشاه، سردار اسعد بختیاری وزیر جنگ فروغی و مصباح‌السلطنه اسدی نایب‌التولیه آستان قدس رضوی و پدر داماد فروغی به دستور رضاشاه به کام مرگ رفتند. فروغی به خاطر شفاعت اسدی نزد رضا شاه، از نخست‌وزیری عزل و تا شهریور ۱۳۲۰ خانه‌نشین شد.

## خانه‌نشینی پربار
او عضو فرهنگستان، شیر و خورشید سرخ، عضو و رئیس شورای عالی انتشارات و تبلیغات شد. سال‌های خانه‌نشینی‌اش از پربارترین دوران زندگی فرهنگی اوست، در این سال‌ها به ترجمه، تحقیق، تألیف و سخنرانی در دانشکده‌ها و مجامع فرهنگی گذشت.
با کنار گذاشته‌شدن از ریاست فرهنگستان، این مؤسسه کم‌کم به بیراهه رفت و فروغی با هدف آگاهی‌بخشی به افکار عمومی و جلوگیری از این کژروی‌ها پیام من به فرهنگستان را نوشت و به چاپ رساند. پیام من به فرهنگستان را هانری ماسه نیز ترجمه و در سال ۱۳۱۸ چاپ کرد.

## آخرین نخست‌وزیر رضا شاه
دو روز پس از یورش متفقین به خاک ایران، رضاشاه، پنجم شهریور ۱۳۲۰، فروغی را احضار و علی منصور را از نخست‌وزیری برکنار کرد و ریاست دولت را به فروغی سپرد تا مسئولیت مذاکره با متفقین را بر دوش می‌گیرد. فروغی بی‌درنگ دستور ترک مقاومت به ارتش ایران داد و آن را به‌اطلاع سر ریدر بولارد وزیرمختار انگلیس و آندری اسمیرنوف سفیرکبیر شوروی رساند و از آنان خواست که نیروهایشان عملیات جنگی را متوقف کنند.
دو روز پس از دریافت این یادداشت، هشتم شهریور، بولارد و اسمیرنوف نزد فروغی و وزیر امورخارجه‌اش علی سهیلی رفتند و اعلام کردند که دولت‌های آنها هیچ نقشه‌ای علیه استقلال یا تمامیت ارضی ایران ندارند و از دولت ایران می‌خواهند تعهد کند که ارتش ایران در جنوب و شمال به پشت خط مشخصی عقب نشیند، همه اتباع آلمان به‌استثنای اعضای حقیقی سفارت آلمان و چند مهندس را (به شرطی که در نهادهای مخابراتی یا نظامی شاغل نباشند) به نیروهای انگلیس یا شوروی تحویل دهد و اجازه ورود هیچ شهروند آلمانی به کشور ندهد، وسایل تسهیل حمل‌ونقل تجهیزات جنگی و غیرجنگی را در خاکش با راه‌آهن یا از راه هوا، میان نیروهای انگلیسی و شوروی فراهم بیاورد، آن‌ها نیز درمقابل، حقوق نفت و حق‌الامتیاز شیلات سواحل جنوبی دریای خزر را همچون گذشته خواهند پرداخت، وسایل تسهیل لوازم موردنیاز اقتصادی ایران را فراهم خواهند ساخت، پیش‌روی نیروهای‌شان را متوقف خواهند کرد و به‌محض این‌که وضعیت نظامی اجازه دهد، ارتش‌های خود را از خاک ایران بیرون خواهند برد.
دو روز پس از این دیدار، دهم شهریور، فروغی به بولارد و اسمیرنوف نوشت که شروط آنها را می‌پذیرد و درمقابل می‌خواهد در مناطقی که به اشغال ارتش‌های انگلیس و شوروی در می‌آید، حاکمیت دولت ایران برقرار بماند و ادارات دولتی و شهربانی و امنیه (ژاندارمری) به کارشان ادامه دهند و نیروهای انگلیس و شوروی به‌هیچ‌روی عملیاتی که منافی با حاکمیت دولت ایران باشد، انجام ندهند، هزینه‌ای بر دولت ایران تحمیل نکنند و تأمین مایحتاجشان با خودشان باشد، تماس با اهالی نداشته‌باشند، سلاح و تجهیزاتی را که از ارتش ایران غنیمت گرفته‌اند، پس بدهند و خساراتی را که به ایران وارد آمده جبران کنند.
دولت انگلیس با ارسال یادداشتی در پانزدهم شهریور خواسته‌های فروغی را پذیرفت، به شرطی که ادارات و شهربانی و ژاندارمری ایران هماهنگ با نیروهای انگلیسی عمل کنند، شهروندان آلمانی به جای اخراج به نیروهای انگلیس یا شوروی تحویل داده شوند و سفارت‌خانه‌های آلمان، ایتالیا، مجارستان و رومانی در تهران برچیده شوند. پاسخ دولت شوروی نیز کمابیش مانند پاسخ دولت انگلیس بجز اینکه جبران خسارت را نپذیرفت، بازگرداندن سلاح و تجهیزات غنیمتی را به پس از جنگ موکول کرد و خواهان بستن قراردادی برای استخراج نفت از کویر خوریان شد که در زمان قاجار روس‌ها در آن مقدمات عملیات حفاری را آغاز کرده بودند. فروغی این خواسته‌ها را پذیرفت اما همچنان این حق را برای دولت ایران حفظ کرد که از شوروی خسارات ناشی از حمله نظامی و سلاح‌ها و تجهیزات به غنیمت گرفته شده را مطالبه کند.
داودیان معتقد است که «فروغی در این دوره حساس تاریخی توانست وظیفه خود را به عنوان یک وطن‌پرست به خوبی در قبال وطنش ایفا کند. او با درایت و فهم سیاسی بالایی که داشت توانست مملکت را از خطرات بسیاری از جمله اشغال کامل کشور و تجزیه آن به دست متفقین حفظ نماید.» نامه و تلگراف‌های سر ریدر بولارد به وزارت خارجه انگلیس، نشان می‌دهد که چگونه تدبیر و تدبر فروغی از فروپاشی کشور جلوگیری کرد مثلاً در تلگراف هفدهم شهریور ۱۳۲۰ می‌نویسد: «من تردید ندارم که روس‌ها کوشش خواهند کرد که شمال ایران را بلشویک مآب کنند». یا تلگراف تاریخ ۲۱ شهریور :۱۳۲۰ «روس‌ها غنی‌ترین بخش مملکت را اشغال کرده‌اند. شاید دولت شوروی با گوشه چشمی به ضمیمه کردن بی‌دردسر شمال ایران به روسیه در زمان آینده، به عمد به آن توجه نشان می‌دهند».
فروغی در هجدهم شهریور ۱۳۲۰ گزارشی از مذاکرات خود با متفقین به مجلس داد و بار دیگر تقاضای رأی اعتماد کرد و رأی اعتماد گرفت.

## اولین نخست‌وزیر محمدرضا شاه

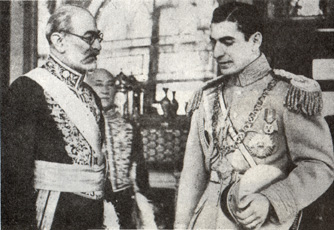
فروغی در کنار محمدرضا شاه

۲۵ شهریور ۱۳۲۰، رضاشاه از سلطنت کناره گرفت و تاج‌وتخت را به پسرش محمدرضا واگذارد. فروغی همان روز به مجلس رفت و استعفانامه رضاشاه را برای نمایندگان خواند و گفت شاهِ جدیدِ «جوان لایق محبوبی» او را «مأمور و مفتخر» کرده که به ریاست دولت ادامه دهد و به اطلاع عموم و مجلس شورای ملی برساند که او «تصمیم قطعی» دارد قانون اساسی را کاملاً رعایت کند و «اگر در گذشته نسبت به مردم جمعاً و فرداً تعدیاتی شده است، از صدر تا ذیل مطمئن باشند که اقدام خواهد کرد از برای این که آن تعدیات مرتفع و حتی‌الامکان جبران بشود».
فروغی از محمدرضاشاه خواست فردای آن روز به مجلس بیاید و با ادای سوگند، رسماً پادشاهی را آغاز کند. ۲۶ شهریور، محمدرضاشاه به مجلس رفت و پس از سوگند، در نطقی به نمایندگان، دولت فروغی را مأمور کرد «برنامه جامعی حاکی از روش اصلاحات مربوط به امور اجتماعی و اقتصادی مالی و تغییر مقرراتی که با احتیاجات و مقتضیات امروز وفق نمی‌دهد، هر چه زودتر با موافقت و تصویب مجلس تهیه نموده، به موقع اجرا بگذارد».
رضاشاه در راه خروج از ایران همه دارایی خود را در برابر «ده گرم نبات» به فرزندش محمدرضاشاه بخشید تا «به مقتضای مصالح کشور به مصارف خیریه فرهنگی» برساند. محمدرضاشاه نیز در نامه‌ای به فروغی دارایی پدرش را «به منظور ترقی کشاورزی و بهبودی حال کارگران، ترقی فرهنگ و بهداری» به دولت بخشید و دستور داد: «اگر کسانی باشند که نسبت به املاک، ادعای غبنی داشته باشند، پس از رسیدگی به شکایت آنها، از محل همین املاک رفع ادعا بشود».
مهم‌ترین مشکلی که فروغی با آن روبه‌رو بود، گرانی کالاها و افت ارزش پول ملی به‌سبب شرایط جنگی و اختلال در واردات و کمبود نان و خواربار به‌سبب نیروهای بیگانه در کشور و احتکار بود. او در نخستین اقدام، دست‌مزد کارمندان دولت را افزایش داد. کارمندانی که ماهانه کمتر از صد تومان حقوق می‌گرفتند، دست‌مزدشان دوبرابر شد، و افزایش دست‌مزد با افزایش حقوق کاهش می‌یافت. برای تأمین این افزایش دست‌مزد، صندوق اندوخته که درآمد نفت به آن ریخته‌می‌شد، با صندوق دولت، یکی شد و بودجه‌ای که هزینه خرید تسلیحات جنگی و تأمین طرح‌های توسعه می‌شد، متوقف گردید.
مهم‌ترین کار فروغی، «پیمان اتحاد» با شوروی و انگلستان بود که ۲۴ آذر ۱۳۲۰، میان علی سهیلی وزیر خارجه دولت او با سفیران این دو کشور در تهران به امضا رسید. در این عهدنامه، شوروی و انگلیس تعهد کردند تمامیت ارضی، حاکمیت و استقلال سیاسی ایران را محترم بشمارند و از ایران در برابر تجاوز خارجی دفاع کنند، بی‌آنکه از ایران توقع داشته‌باشند برای همکاری در جنگ با این دو دولت، نیرویی اعزام کند.
در مقابل، ایران متعهد شد بگذارد ارتش‌های انگلیس و شوروی نفرات و مهمات‌شان را از خاکش عبور دهند و همه وسایل ارتباطی در ایران (راه‌ها، فرودگاه‌ها، بندرها و امکانات مخابراتی) در اختیارشان باشد، در فراهم آوردن مصالح و کارگر برای این ارتش‌ها کمک کند و رسانه‌ها را به‌نفع آن‌ها سانسور کند. در مقابل، انگلیس و شوروی تعهد کردند که نیروهایشان برای ادارات و پلیس ایران مزاحمتی نکنند و حداکثر تا شش ماه پس‌از جنگ، ایران را ترک کنند، در پیمان‌های پس از جنگ نیز هیچ چیزی را که به تمامیت ارضی یا حاکمیت یا استقلال سیاسی آسیب بزند، امضا نکنند و اگر چیزی به منافع ایران مربوط بود، با ایران مشورت کنند.
این عهدنامه به حضور ارتش‌های شوروی و انگلیس در ایران مشروعیت بخشید و ازآن‌پس دیگر حضور آن‌ها اشغال نظامی به‌شمار نیامد. پنج سال بعد با استناد به همین عهدنامه بود که ایران قطع‌نامه‌ای را در لزوم خروج ارتش شوروی از خاک خود به تصویب شورای امنیت سازمان ملل متحد رساند. فروغی در میان جنجال‌ها و اعتراض‌هایی که به این عهدنامه در مجلس شد، توانست آن را در ششم بهمن ۱۳۲۰ به تصویب نمایندگان برساند. او در نطق خود در دفاع از عهدنامه، اشغال ایران در شهریور ۱۳۲۰ را نتیجه اشتباهات دولت پیشین (عملاً رضا شاه) دانست.
زیر بار مشکلات، بیشتر وزیران دولت فروغی کابینه را ترک کردند و او در یازدهم اسفند کابینه‌ای با ترکیب تازه به مجلس معرفی کرد و رأی اعتماد گرفت. اما یک ساعت بعد در سرسرای مجلس اعلام استعفا کرد و مخفی شد و حاضر نشد دیگر مسئولیت دولت را بپذیرد.

## آخرین مأموریت
شاه فروغی را به وزارت دربار منصوب کرد و پس‌از چندی قرار شد او سفیرکبیر ایران در آمریکا شود. برایش پذیرش خواستند، پذیرفته‌شد. فروغی پیش از حرکت، به‌سبب بیماری درخواست کرد در آن مأموریت محمود فروغی فرزند کوچکش نیز که کارمند وزارت امور خارجه بود، با او همراهی کند. این درخواست نیاز به تصویب‌نامه هیئت وزیران داشت. قوام‌السلطنه نخست‌وزیر موضوع را در دولت مطرح کرد، که با مخالفت وزیر خارجه‌اش، مهذب‌الدوله کاظمی، روبه‌رو شد.
کاظمی، همه ترقیاتش مدیون فروغی بود. فروغی او را از کارمندی ساده در وزارت امور خارجه به سفارت و وزارت رسانده بود و همیشه برای حمایت از او آماج ایراد و حتی طعن برخی دوستان قرار می‌گرفت و انتظار نداشت در آن ایام، با درخواست کوچکش مخالفت کند. موضوع، چندی در دولت ماند و تصمیمی گرفته‌نشد. فروغی به‌شدت متأثر شد و بیماری‌اش شدت یافت تا آن‌که پنجم آذر ۱۳۲۱، در ۶۵ سالگی بر اثر سکته قلبی درگذشت.

## فروغی و زبان پارسی
علاوه بر تصحیح کلیات سعدی، فروغی چندین کتاب را در رشته‌های علوم انسانی به فارسی برگرداند و در این راه بسیاری از واژگان پایه این علوم را خود برای اولین بار در فارسی ساخت و برای آن‌ها برابرهای شایسته‌ای یافت.
موسی غنی نژاد دربارهٔ برگردان دو کتاب «اصول علم ثروت ملل یعنی اکونومی پلیتیک» و «حقوق اساسی یعنی آداب مشروطیت دول» می‌نویسد: «تسلط مترجم و نگارنده به موضوعات مطرح شده در این دو اثر و معادل‌یابی‌های کاملاً به جا و ظریف برای اصطلاحات علمی که اغلب برای اولین بار به فارسی برگردانده شده، نشان‌دهنده فرهیختگی، وسعت معلومات و دقت نظر وی است.»
سال‌ها پس از این واژه‌گزینی‌ها، فروغی فرهنگستان ایران را تأسیس کرد و ریاست آن را نیز بر عهده داشت. داریوش آشوری معتقد است: «برپاییِ فرهنگستانِ زبانِ فارسی در این دوران یکی از کارهای بزرگی بود که فروغی سرپرستی کرد و بر آن ریاست داشت. فروغی ادیب و زباندان برجسته‌ای نیز بود و ذوق و هنر نویسندگی داشت و ایده‌های روشنی دربارهٔ ضرورتِ نوسازی زبان فارسی و راه و روشِ آن. یکی دو نسلِ پیش از فروغی اگرچه ضرورتِ ساده‌سازی زبانِ نوشتار را دریافته بودند، اما هنوز نتوانسته بودند برایِ غنی‌سازیِ واژگانیِ این زبان در جهتِ پذیرشِ مفهوم‌های علمی و آنچه مربوط به دستاوردها و شیوه زندگانیِ مدرن است، کارِ نمایانی بکنند. فروغی و کسانی دیگر از هم‌نسل‌هایِ او در این جهت گام‌های بلندتری برداشتند؛ و البته، فروغی با کارِ ماندگاری که در جهتِ برگرداندنِ فلسفه اروپایی به زبانِ فارسی کرد، زمینه یک دگرگونیِ سبکی را در این زمینه فراهم کرد که بسیار اثرگذار بود و نسل‌های بعدی از روش او بهره‌مند شدند.»
پس از کناره‌گیری از ریاست فرهنگستان، و زمانی که احساس کرد فرهنگستان به بی‌راهه می‌رود، فروغی پیام من به فرهنگستان را نگاشت. «فروغی از جمله نخستین کسانِ انگشت‌شماری است که مشکلِ زبانِ نوشتاریِ فارسی را در برخورد با دنیایِ مدرن و خواسته‌هایِ زبانیِ آن فهمید و با دیدِ روشن در پیِ چاره‌اندیشی برایِ آن بود. در این باره باید به رساله‌ای با نامِ پیامِ من به فرهنگستان، به قلمِ وی، نگاه کرد… می‌توان گفت که، بخشِ عمده‌یِ کاری که نسلِ ما برایِ پرورش و گسترشِ زبانِ فارسی برایِ ترجمه‌یِ متن‌هایِ علومِ انسانی کرده، کمابیش، در همان راستایِ کار و رهنمودِ فروغی ست… فروغی، از سویی، کورمال نمی‌رفت و برایِ کارِ پیشاهنگانه زبانیِ خود نظریّه پرداخته‌ای داشت. در نتیجه، هشیار بود که چه می‌خواهد و چه می‌کند. از سویِ دیگر، مایه ذوقیِ پرورده و دانشِ ادبیِ استادانه نیز برایِ کارِ خود داشت.»

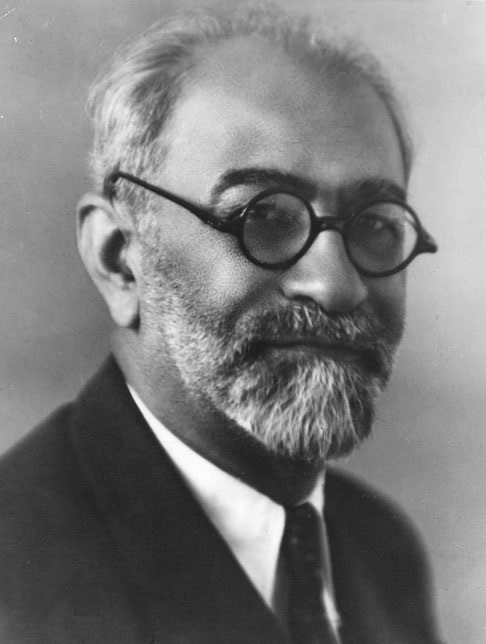
محمدعلی فروغی

فروغی در آذر ۱۳۱۵ در رساله «پیام من به فرهنگستان» از احساس خود به زبان فارسی می‌گوید و می‌نویسد که: «من به زبان فارسی دل‌بستگی تمام دارم، زیرا گذشته از آنکه زبان خودم است و ادای مراد خویش را به این زبان می‌کنم، از لطایف آثار آن خوشی‌های فراوان دیده‌ام. نظر دارم به این‌که زبان آینه فرهنگ قوم است و فرهنگ مایه ارجمندی و یکی از عوامل نیرومندی ملیت است. هر قومی که فرهنگی شایسته اعتنا و توجه داشته باشد زنده و جاویدان است و اگر نداشته باشد نه سزاوار زندگانی و بقاست و نه می‌تواند باقی بماند. او می‌گوید، این عشق به زبان فارسی تا آن حد حاد و بیمارگونه نباید باشد که موجبات مخدوش کردن زبان فارسی را فراهم آورد.»
در این باره، روایتی از رعدی آذرخشی وجود دارد به این مضمون که: «در سال ۱۳۱۴ در یکی از جلسات فرهنگستان، یکی از حضار پافشاری کرد که یک واژه نامانوس اوستایی به جای یک واژه زبان عربی پذیرفته شود. در آن جلسه عبدالعظیم قریب نیز با حذف این واژه عربی مخالفت کرد و دو عضو افراطی هم می‌گفتند که شما حق ندارید به زبان اوستایی که زبان نیاکان ماست اهانت کنید و آن را مرده بخوانید. فروغی رشته سخن را به دست می‌گیرد و با متانت از تمام حضار می‌پرسد که آیا پدرم محمدحسین فروغی را می‌شناسید. همه اعضای فرهنگستان جواب مثبت دادند و هر کدام شرحی دربارهٔ محمدحسین فروغی بیان کردند. آنگاه فروغی گفت: «آقایان به شهادت همه شما پدر من مردی دانشمند و ارجمند بود و من به فرزندی او مفتخرم. با این وصف اگر به من بگویید که پدرت مرده است من حق ندارم از شما رنجش حاصل کنم زیرا مسلم است که پدرم مرده است. زبان اوستایی هم درست است که زبان نیاکان ما بوده است ولی چه می‌توان کرد که آن هم مرده و متروک شد و انصاف نیست ما به کسی که این حقیقت واضح را اعلام می‌کند بتازیم و در وطن‌پرستی او تردید روا داریم.» این بیان شیوا جلسه را به حال عادی درآورد و محیطی آرام و دور از هیاهو بر آن حاکم شد.»
فروغی از همین دیدگاه مخالف دگرگونی دبیره فارسی بود. وی چنین می‌اندیشید که: «تغییر دادن خط فارسی کار صحیحی نیست. بهتر آن است که گذاشتن اِعراب کم‌کم معمول شود و چون چاپ حروف عن‌قریب شایع خواهد شد، کتب چاپ حروف را معرب چاپ کنند و اعراب را با حروف ملازم نمایند.»
فروغی دربارهٔ شعر فارسی نگاهی پیشرو دارد: «حال و طبیعت درین موارد (سرودن شعر) مقدم بر قانون است و گاهی اختیار از دست خارج می‌شود.» او به نقل از پدرش دربارهٔ نیاز به دگرگونی در شعر و نثر فارسی می‌نویسد: «در این عصر سبک شعر و انشا باید تغییر کند و قدری هم اهل این کار باید به ادبیات فرنگی نظر کنند.»

## اندیشه و نظرات
موسی غنی‌نژاد معتقد بوده است:
«نسل‌های متعددی از روشنفکران ایرانی، به ویژه آن‌ها که به زبان خارجی تسلط نداشتند، آشنایی با اندیشه‌های فلسفی غربی را با خواندن کتاب معروف فروغی در این خصوص یعنی «سیر حکمت در اروپا» آغاز کرده‌اند. این کتاب هنوز هم، پس از گذشت بیش از هفتاد سال از تألیف آن، خواندنی و پربار است. فروغی مبدع اندیشه‌های جدیدی نیست و هیچ‌گاه چنین ادعایی نداشته است، اما او را می‌توان یکی از تواناترین ایرانیان در درک اندیشه‌های مدرن غربی و انتقال درست و بدون اعوجاج آن‌ها به زبان فارسی دانست. نه تنها «سیر حکمت در اروپا» بلکه دو کتاب اولیه وی یعنی «اصول علم ثروت ملل» و «حقوق اساسی» شاهدی بر این مدعا است.»

## مرگ

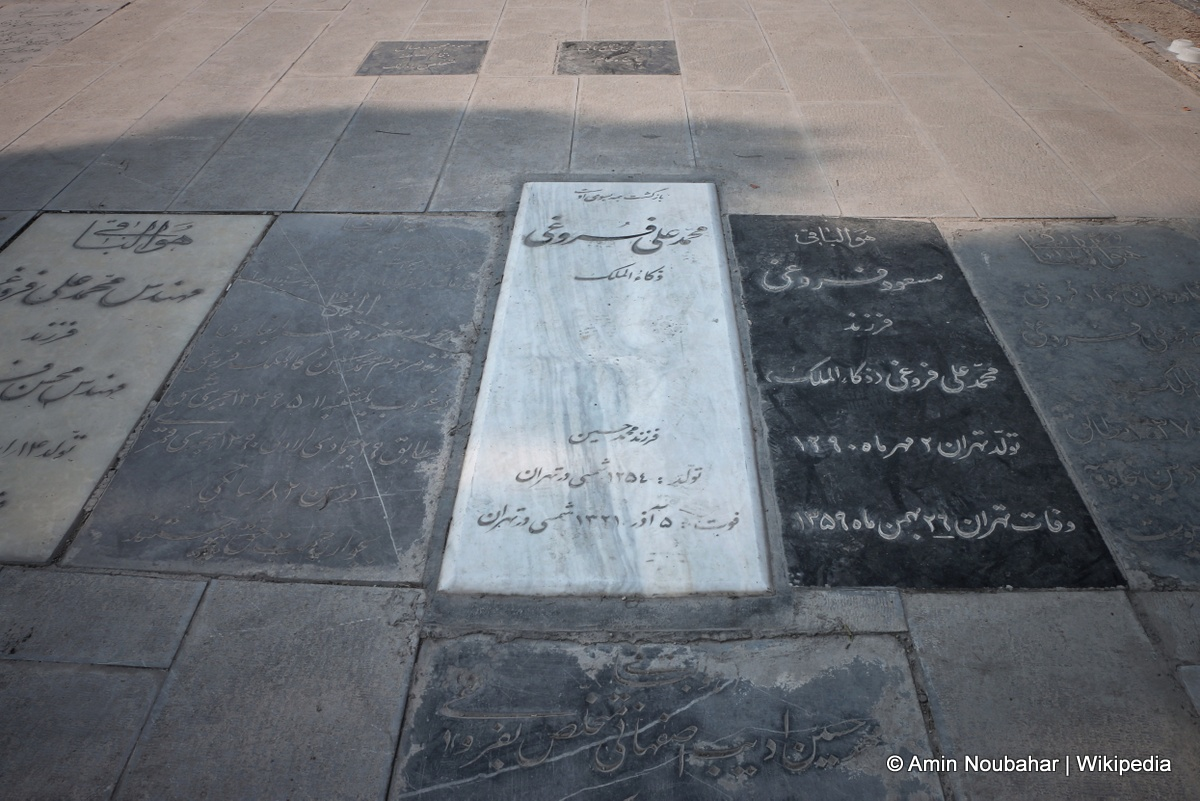
سنگ قبر محمدعلی فروغی در گورستان ابن‌بابویه - دی ۱۴۰۱

محمدعلی فروغی در سن ۶۷ سالگی، در روز جمعه ۶ آذر ۱۳۲۱ ساعت ۱۵ بعدازظهر بر اثر سکتهٔ قلبی در تهران درگذشت و در آرامگاه خانوادگی در آرامگاه ابن بابویه در شهر ری به خاک سپرده شد.
او پیشتر در یادداشت‌های شخصی روزانهٔ خود نوشته بود: «فقط تأسفی که از مُردن دارم از بابت همین است که دلم می‌خواهد بدانم کار انسان به کجا می‌رسد.»

## اقدامات مهم
- نگارش (و/یا ترجمه) برخی از نخستین کتاب‌های علمی به زبان فارسی
  - نخستین کتاب علم اقتصاد در ایران (اصول علم ثروت ملل یعنی اکونومی پلتیک)
  - نخستین کتاب حقوق اساسی در ایران (حقوق اساسی (یعنی) آداب مشروطیت دول)
  - نخستین کتاب تاریخ ملل در ایران (تاریخ ملل قدیمه مشرق)
- نگارش برخی کتب و مقالات تأثیرگذار دیگر نظیر سیر حکمت در اروپا، پیام من به فرهنگستان و…
- انتشار روزنامه تربیت، نخستین روزنامه غیردولتی (آزاد) ایران، زیر نظر پدرش محمدحسین فروغی
- ریاست شورای عالی انتشارات و تبلیغات
- تأسیس فرهنگستان ایران
  - ریاست بر فرهنگستان ایران
  - ابداع بسیاری از واژگان پایه علمی و فلسفی و معادل‌یابی برای آن‌ها در زبان فارسی
- اقداماتی در جهت نگهداری آثار ملی، باستانی و فرهنگی ایران
  - تشکیل انجمن آثار ملی
  - برگزاری جشن هزاره فردوسی
  - تلاش در جهت ساخت، تجدید ساختمان یا تعمیر آرامگاه فردوسی و ابن‌سینا، حافظ، سعدی، نادرشاه، خیام، عطار
- تصحیح برخی از مهم‌ترین متون فارسی، دیوان حافظ، رباعیات خیام، کلیات سعدی و…
- تدریس و تربیت بسیاری از بزرگان ایران
  - تدریس در در مدرسه ادب، علمیه، دارالفنون، تدریس و ریاست بر مدرسه علوم سیاسی
  - معلم خصوصی احمدشاه
- پایه‌گذاری دبیرخانه مجلس شورای ملی به پیشنهاد ریاست مجلس اول
- اجرای قانون اصول محاکمات حقوقی مصوبه مجلس و در نتیجه آن ایجاد عدلیه جدید
- طرح قوانینی که اساس کار دادگستری می‌شود، با همکاری سید نصرالله تقوی، سید محمد فاطمی، شمس‌العلما قریب گرکانی و میرزا طاهر تنکابنی
- انحلال وزارت فوائد عامه و تجارت و تشکیل دو وزارت‌خانه جدید به جای آن، وزارت اقتصاد ملی و وزارت طرق و شوارع.
- همکاری در تأسیس دانشگاه تهران
- ابتکار تأسیس روزنامه رسمی. این طرح نخستین بار در نهم اردیبهشت ۱۲۸۹ در مجلس شورای ملی مطرح شد.[۸۳]
- سمت‌های سیاسی ملی و بین‌المللی
  - نمایندگی مردم تهران در مجلس شورای ملی (۲ دوره)، رئیس دوره دوم و نائب رئیس دوره سوم مجلس شورای ملی
  - نخست‌وزیر (۴ دوره) و کفیل رئیس‌الوزرا در حکومت موقت رضاشاه
  - وزیر مالیه (۴ دوره)، وزیر عدلیه یا سرپرستی وزارت عدلیه (۳ دوره)، وزیر خارجه یا سرپرستی وزارت خارجه (۵ دوره)، وزیر جنگ (۴ دوره)، سرپرستی وزارت اقتصاد ملی (۱ دوره)، وزیر دربار (۱ دوره)[۷۳]
  - ریاست دیوان عالی تمیز (دیوان عالی کشور)
  - تدارک تشکیل مجلس مؤسسان و اصلاح چند اصل متمم قانون اساسی برای انتقال حکومت از قاجار به پهلوی
  - سفیر کبیر ایران در ترکیه
  - ریاست هیئت نمایندگی ایران در جامعه ملل و ریاست جامعه ملل
  - مذاکره‌کننده با متفقین در زمان اشغال ایران در جنگ جهانی دوم